# Reforma de la justicia penal en los Estados Unidos
La reforma de la justicia penal aborda cuestiones estructurales en los sistemas de justicia penal, tales como el perfilado racial, la brutalidad policial, la sobre-criminalización, el encarcelamiento masivo y la reincidencia. Las reformas pueden darse en cualquier punto en donde el sistema de justicia penal intervenga en la vida de los ciudadanos, incluyendo la elaboración de leyes, la actuación policial, las sentencias y el encarcelamiento. La reforma de la justicia penal también puede abordar las consecuencias colaterales de la condena, incluyendo la privación de derechos o la falta de acceso a la vivienda o al empleo.
Hay muchas organizaciones que defienden la reforma del sistema de justicia penal, tales como: ACLU, Penal Reform International, Sentencing Project, Brennan Center for Justice, Cut 50, y la ONG Innocence Project. Estas organizaciones utilizan las disputas legales, los litigios de impacto y la defensa, así como también eventos educativos para concientizar al público sobre los problemas del sistema de justicia penal e impulsar a los gobiernos estatales y federales hacia la reforma.

## Áreas de reforma

### Sentencias
Las leyes de sentencia dentro del sistema de justicia penal de Estados Unidos son criticadas por ser tanto draconianas como racialmente discriminatorias, contribuyendo a la creciente y excesiva población carcelaria conocida como encarcelamiento masivo. La reforma de las sentencias puede reducir las largas penas por delitos violentos y no violentos, dificultar el encarcelamiento de personas por delitos menores, aumentar las concesiones de libertad condicional e incluso agilizar la puesta en libertad de los reclusos con derecho a ello, todo lo cual reduce la población carcelaria.

#### Sentencias discriminatorias
En 2016, según la hoja informativa del Sentencing Project sobre las tendencias en las cárceles de los Estados Unidos, 2,1 millones de personas estaban en prisiones o cárceles en este país. Esto indica un aumento del 500% desde mediados de la década de 1980. Aquellos a favor de la reforma de la justicia penal perciben que el problema radica en un aumento de la vigilancia y en el uso de leyes de sentencias severas, especialmente en las comunidades de color. Si bien algunos investigadores afirman que las disparidades raciales en las sentencias son un reflejo de las diferencias en la actividad delictiva, la gravedad del delito y la reincidencia entre las diferentes comunidades, otros investigadores consideran que las minorías raciales son castigadas con mayor dureza que sus contrapartes blancas que cometen delitos similares.
Los descubrimientos de un estudio realizado por Cassia C. Spohn, explicados en Thirty Years of Sentencing Reform: The Quest for a Racial Neutral Sentencing Process indican que la raza y la etnia de un individuo juegan un papel en los resultados de la sentencia.

#### Reglamento de sentencias
Las condenas en Estados Unidos son más frecuentes y prolongadas: la pena media en este país es casi el doble de larga que la australiana y cinco veces más larga que la alemana. Las leyes truth-in-sentencing y las condenas mínimas obligatorias se perciben como dos formas de políticas draconianas que contribuyen al hacinamiento en las prisiones.
La ley truth-in-sentencing requiere que los delincuentes cumplan la mayor parte de sus sentencias antes de ser elegibles para la liberación, restringiendo o eliminando así excepciones como lo son la buena conducta y la libertad condicional. La mayoría de las leyes truth-in-sentencing requieren que los delincuentes completen al menos el 85% de su condena.
Las condenas mínimas obligatorias son leyes que exigen a los jueces que condenen a un individuo a una pena de prisión mínima por el delito perpetrado. Estas han a menudo resultado en sentencias innecesariamente duras y severas para los delincuentes de bajo nivel. Estas leyes también transfieren el poder de los jueces a los fiscales, quienes tienen la posibilidad de usar la amenaza de una sentencia extremadamente larga para presionar a los acusados para que acepten un acuerdo de culpabilidad. Derogar las condenas mínimas obligatorias para ciertos delitos de bajo nivel, tales como los delitos de drogas, devolvería el poder a los jueces y permitiría un enfoque más flexible a la hora de sentenciar que podría ayudar a promover alternativas para el encarcelamiento.

### Política de drogas
Los partidarios de la reforma de la política de drogas apuntan a la guerra contra las drogas, a la reforma de la legislación sobre la marihuana, y a la reducción de los daños causados por las drogas como cuestiones clave. Los defensores de este cambio político consideran que la Guerra contra las drogas fue y es un fracaso político que ha llevado a un desperdicio de recursos, de potencial humano y una violación a los derechos.
Las organizaciones que se enfocan en esta reforma, tales como Sentencing Project y Campaign Zero, reclaman que la probabilidad de encarcelamiento por acusaciones relacionadas con las drogas es racialmente desigual. En su libro The New Jim Crow: Mass Incarceration in the Age of Colorblindness, Michelle Alexander origina la afirmación de que la Guerra contra las drogas es una nueva forma de opresión sistemática y de control social que se asemeja a las leyes Jim Crow que impusieron la segregación racial. La promulgación de la Guerra contra las drogas en la década de 1980 es principalmente responsable por el dramático incremento en el índice de encarcelamiento en Estados Unidos. En la década del 1980, 40.900 personas fueron encarceladas por delitos de drogas, y para el 2015 había 469.545. En 2016, 1.572.569 personas fueron detenidas por violaciones de la ley de drogas (el 84% de ellas por posesión). De esta cifra, 643.249 fueron detenidas por infracciones relacionadas con la marihuana (el 89% de ellas por posesión). Aproximadamente, la mitad de las personas actualmente encarceladas en prisiones federales están allí por delitos de drogas.
El enfoque de la Guerra de las drogas es citado como erróneo por estigmatizar a los consumidores de drogas. El consumo de drogas es enmarcado como criminal y no como una cuestión de adicción y de salud. La Drug Policy Alliance destaca a los países que se enfocan en la reducción de los daños relacionados con las drogas, como la sobredosis, la adicción y las enfermedades como indicadores de éxito de la política de drogas. A menudo se cita a Portugal como un país extremadamente exitoso en sus políticas de drogas desde que despenalizó la posesión de drogas de bajo nivel en 2001, cambiando a un enfoque de consumo de drogas basado en la salud. Desde entonces, Portugal ha visto disminuir los crímenes violentos, la adicción y la transmisión de enfermedades como el VIH/SIDA y la hepatitis C.

### El mantenimiento del orden
La reforma policial suele enfocarse en la brutalidad policial y en el uso de fuerza peligrosa contra las minorías. La brutalidad policial alude al "uso excesivo de la fuerza física o la agresión verbal e intimidación psicológica" por parte de las fuerzas del orden contra las personas.
Según base de datos sobre tiroteos por parte de la policía del Washington Post, 958 personas fueron asesinadas a tiros en 2016 y 994 asesinados en 2015. Según Mapping Police Violence, la policía mató a 1.124 personas en 2020. La distribución de estos asesinatos varía mucho según el Estado: la mayoría de las incidencias ocurren en Estados como California, Texas, Florida y Arizona y en menor medida en Rhode Island, Vermont y North Dakota. Si bien la distribución de los asesinatos por Estado dentro de Estados Unidos es desigual, en general mueren más personas por disparos de la policía y otros actos de fuerza letal que en cualquier otra nación occidental desarrollada. Además, existen disparidades raciales en las estadísticas de asesinatos por parte de la policía. El 17% de las personas negras asesinadas por la policía estaban desarmadas, en comparación con el 13% de las personas blancas asesinadas por la policía en 2020. No obstante, no se puede hablar de un debate completo sin mencionar que el grupo demográfico blanco compone la mayoría de las interacciones policiales y, sin embargo, cuenta con interacciones menos violentas o letales.

#### Brutalidad policial
Las personas a favor de la reforma de la justicia penal señalan ejemplos recurrentes de violencia discriminatoria hacia individuos, como los disturbios de Watts en 1965, la golpiza a Rodney King en 1991, y la muerte de Amadou Diallo en la década de 1990. 
Teorías de diversos campos, como la sociología y la psicología, han intentado explicar el fenómeno de la brutalidad policial. Las teorías sociológicas se enfocan en la manera en que las interacciones entre la policía y los individuos son influenciadas por el estatus de estos últimos. Esto significa que las diferencias de raza, género y estatus socioeconómico resultan en un trato dispar por parte de las fuerzas policiales. Además, los "factores circunstanciales" como el tipo de barrio también afecta a estas interacciones. Cada uno de estos factores son señales que impulsan a los oficiales a tomar decisiones sobre cómo proceder. Las teorías psicológicas de la brutalidad policial enfatizan en que diferentes perspectivas y personalidades resultan en diferentes comportamientos por parte de la policía. Esto se ajusta a la psicología del comportamiento al sugerir que las diferencias de género, estatus socioeconómico, educación y experiencias afectan las respuestas de cada uno. La teoría de organización sugiere que la brutalidad policial es el resultado de la estructura organizacional de las fuerzas del orden. El uso excesivo de la fuerza es visto como una respuesta a la falta de respeto a su autoridad.
En su libro Punishing Race, Michael Tonry de la Universidad de Míchigan, afirma que los individuos y los grupos blancos suelen excusar la brutalidad policial debido a un prejuicio muy arraigado hacia las personas negras. Las representaciones de las personas negras en los medios de comunicación y las sentencias desiguales contribuyen a la idea de que las personas negras son inherentemente más criminales. Las investigaciones revelan que los individuos negros con rasgos considerados afrocéntricos, como el tono de piel más oscuro, narices anchas y labios carnosos, reciben sentencias más largas que sus contrapartes de piel más clara y rasgos eurocéntricos.

#### La teoría de las ventanas rotas
La teoría de las ventanas rotas sugiere que la reparación de las ventanas rotas de los edificios y otras formas de desorden físico en una ciudad indican si hay o no delincuencia. Los reformistas señalan las maneras en las que la teoría de las ventanas rotas impacta negativamente en las comunidades de color a través de la criminalización y fuerza excesiva. Además, se considera que es responsable del exceso de control y vigilancia y de la militarización de los barrios. Delitos como la posesión de drogas, actividades "sospechosas" o crisis de salud mental suelen conducir a la caracterización de un barrio como conflictivo y necesitado de una mayor vigilancia.
Quienes se oponen a la teoría de las ventanas rotas sugieren que esto conduce a la inherente criminalización de los pobres, de las minorías y de las personas sin hogar. Crea un estigma que refuerza los problemas subyacentes que llevan a la percepción de la criminalidad dentro del barrio. Además, los oponentes de esta teoría también sugieren que estas cuestiones no son debidamente abordadas por las fuerzas del orden y que, en su lugar, deberían ser tratadas por trabajadores sociales o profesionales de la salud.

#### Policía predictiva
Policía predictiva es una técnica analítica utilizada por las fuerzas del orden con el fin de predecir dónde es posible que se cometan delitos. Esto implica predecir tanto el momento y el lugar potenciales de los delitos como los individuos con probabilidad de cometerlos. Es usada como una alternativa a la plena confianza en los "presentimientos" y en los instintos de las fuerzas del orden que se creen que vienen con el entrenamiento. Los defensores de la policía predictiva creen que es una manera de minimizar los prejuicios y las prácticas discriminatorias dentro de la policía.
Quienes se oponen a la policía predictiva señalan que (1) los datos utilizados para aislar patrones de comportamiento delictivo utilizan un algoritmo privatizado al que sólo tienen acceso las empresas y (2) su potencial para reforzar los prejuicios existentes contra las comunidades pobres y minoritarias. Dado que los algoritmos de la policía predictiva utilizan datos existentes para realizar las predicciones, se deduce que los prejuicios existentes dentro del sistema no se eliminan, sino que se amplían. Además, los opositores creen que es una manera de "manufacturar" el crimen; refuerza la idea de que el crimen en una zona existe y que solamente necesita ser encontrado por las fuerzas del orden.

#### Stop and frisk
Las paradas stop-and-frisk se refieren a "una breve detención policial no intrusiva de un sospechoso" garantizada por una "sospecha razonable" que a menudo implica un cacheo o registro del sospechoso. Las políticas stop-and-frisk se convirtieron en una parte importante de las iniciativas de la reforma de la justicia penal tras el uso de la táctica por parte de la Policía de Nueva York. La Policía de Nueva York prometió terminar con esta implementación de políticas stop-and-frisk el 12 de agosto de 2013 cuando se dictaminó su inconstitucionalidad en el caso Floyd contra la ciudad de Nueva York. Políticas similares son utilizadas en otras ciudades de Estados Unidos. Stop-and-frisk ha salvado miles de vidas según el exalcalde Michael Bloomberg, y ha sido responsable de retirar miles de armas ilegales de las calles de Nueva York. Según Bloomberg, stop-and-frisk ha reducido la tasa de encarcelamiento en un 30%. "Las personas también tienen derecho a caminar por la calle sin que las maten o las asalten" dijo Bloomberg, "y para que esos derechos estén protegidos, tenemos que dar a los miembros de nuestro Departamento de Policía las herramientas que necesitan para hacer su trabajo...".
Los oponentes del stop-and-frisk creen que es inconstitucional, ineficiente, y racista. Muchos casos en los que es utilizado el stop-and-frisk son resultado de la Guerra contra las drogas. En consonancia con esto, la mayoría de los afectados son minorías raciales, específicamente afroamericanos. Un informe de Public Advocate indica que de las 532.911 tácticas de stop-and-frisk realizadas en 2012 en Nueva York, el 53% de los individuos eran negros y el 31% eran hispanos. Además, la New York Civil Liberties Union indicó que sólo se realizaron 97.296 tácticas de stop-and-frisk en 2002, es decir, menos de una quinta parte de las realizadas en 2012. Los opositores declaran que el stop-and-frisk suele ser improductivo y falla en cumplir su objetivo. De los 2,3 millones de casos en los que la policía detuvo a hombres negros basándose en una sospecha razonable entre 2004 y 2012, solamente 16.000 resultaron en incautación de bienes ilícitos. Además de esto, Julian V. Roberts declara en su artículo Public Opinion, Crime, and Criminal Justice que las investigaciones demuestran que no mucha gente está al tanto de las estadísticas básicas del delito.

### Reinserción
Aquellos que creen que los programas de reinserción necesitan una reforma suelen señalar las tasas de reincidencia en el sistema de justicia penal en los Estados Unidos. Mientras que los que están en contra de esta reforma afirman que las tasas de reincidencia son indicadores de la criminalidad inherente a ciertos grupos, aquellos que apoyan la reforma creen que es un indicador de la ineficiencia de los programas de reinserción y de libertad condicional. 
Existen diferentes tipos de privación de derechos que afectan a los ex-reclusos tras su puesta en libertad. Los defensores de la reforma de la justicia penal en Estados Unidos suelen impulsar también la reforma de las restricciones a las ayudas federales y a la participación en la sociedad. Las restricciones a las ayudas federales existentes incluyen prohibiciones en el uso de programas de bienestar y de ayuda financiera federal para la educación. Las restricciones a la participación en la sociedad abarcan que los delincuentes no puedan ocupar cargos públicos, enseñar o trabajar en cuidado infantil, o votar.
Los ex-prisioneros son encarcelados múltiples veces, incrementando las tasas de reincidencia, ya que no pueden seguir reglas y normas estrictas. Los defensores de la reforma de la libertad condicional consideran que estas regulaciones no tienen el foco en el bienestar de la comunidad, sino que en el control de los presos en libertad condicional.
La dificultad para encontrar oportunidades de empleo es otro obstáculo para la reinserción. Muchos empleadores rechazan candidatos por sus antecedentes penales. Otras razones de la dificultad para encontrar empleo es la falta de apoyo disponible. La posibilidad de una exitosa reinserción puede provenir de la comunidad que rodea al individuo recientemente liberado. Aquellos que regresan a barrios desfavorecidos tienen una mayor posibilidad de reincidencia que aquellos que regresan a comunidades con abundantes y ricos recursos. La falta de una vivienda estable y de recursos para combatir la salud mental y el abuso de drogas y alcohol crean obstáculos para que los ex-prisioneros puedan reintegrarse de manera exitosa.
Hay muchas formas de reinserción exitosa. Se ha demostrado que la intervención del gobierno, como la implementación de los servicios wrap-around ayuda a impulsar el empleo. Los servicios sociales integrales que ofrecen vivienda independiente y puestos de trabajo, junto con el asesoramiento y rehabilitación, ayudan a la reinserción de los ex-prisioneros. Los enfoques de la justicia restaurativa también pueden ser eficaces en reducir la reincidencia: Los programas que involucran a los reincidentes, como por ejemplo las afiliaciones de grupo, ayudan a desviar a los participantes del sistema penitenciario.
El Second Chance Act fue aprobado con apoyo bipartidista en un esfuerzo por reducir las tasas de reincidencia y mejorar los resultados de las personas tras su salida de los centros de menores, las cárceles y las prisiones. Los Second Chance Grant Programs incluyen aquellos que se enfocan en el consumo de sustancias y en los trastornos mentales, en los servicios de tutoría y de transición para adultos, en la mejora de los resultados para los jóvenes en el sistema de justicia juvenil y en la formación profesional en tecnología.
La ley Ban the Box es un programa que ha sido implementado en 23 Estados y que ofrece una oportunidad justa de contratación para los ex-prisioneros, eliminando el requisito de mencionar los antecedentes penales en las solicitudes de empleo. Esta ley aspira a terminar con la discriminación por antecedentes penales y ha mejorado las oportunidades laborales para los ex-prisioneros en empresas como Target, Starbucks, y The Home Depot. Ban the Box también influye en la discriminación racial, ya que los empleadores comenzaron a "adivinar" quiénes contaban con antecedentes penales, y los individuos más atacados por estas suposiciones son los hispanos y negros.

### La reforma de la justicia juvenil
El impulso de la reforma de la justicia juvenil hace hincapié en la noción de que los individuos negros e hispanos, principalmente los hombres, son criminalizados antes de la edad adulta. El sistema de justicia juvenil es visto, al igual que el sistema de justicia penal, como una forma de control social que incapacita a los jóvenes negros y latinos. Se considera que la criminalización también ocurre en otras instituciones sociales como las escuelas, las empresas, las calles y los centros comunitarios. El sistema de justicia juvenil en sí suele ser criticado por los reformistas por perpetuar la noción de que los individuos no criminales son criminales. La mayoría de los individuos que ingresan al sistema han cometido delitos no violentos, pero aun así experimentan los mismos efectos del castigo indirecto, del castigo directo y de la criminalización que experimentan sus contrapartes violentas. En general, esta criminalización es considerada dañina por su impacto en la percepción que los jóvenes negros y latinos tienen de sí mismos y de su capacidad de ser exitosos dentro de la sociedad.
Muchos también creen que el sistema de justicia juvenil es parte de la cadena school-to-prison, que conduce a las personas de entornos desfavorecidos a los sistemas de justicia penal y juvenil, a causa de las duras políticas escolares. Las normas disciplinarias severas, derivadas de las desigualdades educativas, impiden que los individuos reingresen a las escuelas luego de haber cometido un crimen, elevando la posibilidad de que experimenten presiones sociales como el desempleo, que los grupos de reforma consideran que conduce a la actividad criminal. Además, los arrestos dentro de las escuelas contribuyen a esta cadena.
Los defensores de la reforma señalan que el 70% de los estudiantes arrestados en las escuelas son negros, contribuyendo aún más a la criminalización y al encarcelamiento masivo de los individuos negros.
Cualquiera sea la razón del comportamiento delictivo, tiene que haber contramedidas desarrolladas para evitar que las personas que tienen más probabilidades de cometer un delito lo hagan. Los programas extraescolares, la participación comunitaria en la juventud y los programas recreativos deben aplicarse para evitar que los jóvenes que tienen un mayor riesgo de cometer un delito continúen con su participación en la delincuencia. Si no se empieza a hacer algo desde el principio, nunca se podrá abordar la causa del problema.

## Los argumentos sobre la reforma de la justicia penal
Existen argumentos a favor y en contra de la reforma de la justicia penal en los Estados Unidos. Aunque es más común que los grupos de izquierda apoyen la reforma, algunos grupos e individuos conservadores también creen que el sistema debe ser reformado. 

### El apoyo a la reforma

#### El apoyo conservador a la reforma
Hay un impulso por parte de los grupos conservadores como Right on Crime para recuperar territorio en el debate sobre la reforma de justicia penal. Aunque el apoyo a la reforma suele asociarse con la ideología liberal, las visiones criminológicas conservadoras enfatizan en el rol de la responsabilidad individual en el crimen. Esto difiere del punto de vista liberal que sostiene que las presiones sociales contribuyen al crimen en la sociedad. 
Las respuestas conservadoras al crimen hacen hincapié en responsabilizar a los presos. También creen firmemente en el concepto de reconciliación de las víctimas o de justicia restaurativa. La justicia restaurativa se enfoca en la mediación entre la víctima y el perpetrador con el fin de satisfacer a las dos partes. Además, consideran que el compromiso de las víctimas beneficia a estas mismas y a los delincuentes, porque la mayor parte de la rehabilitación es el reconocimiento del impacto de sus actos delictivos.
Los argumentos conservadores a favor de la reforma de justicia penal están basados en la creencia moral de la necesidad de ayudar a los delincuentes a dar un giro a sus vidas, pero consideran que esta reforma también es necesaria para la seguridad pública. La visión conservadora es que las altas tasas de encarcelamiento son el reflejo de una expansión del poder gubernamental.
También, entre los argumentos que se han presentado en apoyo a la reforma de la justicia penal se encuentra que mantener a la población carcelaria de los Estados Unidos cuesta unos 80 billones de dólares al año. El impulso por la reforma enfatiza que es ineficiente continuar gastando una parte tan grande de los dólares de los contribuyentes estatales y nacionales en encarcelar a un número tan grande de individuos. Además, los conservadores consideran que el gobierno debería tener una mayor responsabilidad en reducir las tasas.
Sus propuestas de reforma fueron criticadas por algunos que afirman que las reformas están impulsadas principalmente por el análisis coste-beneficio y la reincidencia, y no por una preocupación por la justicia y los derechos humanos, incluyendo la socióloga Marie Gottschalk, quien afirmó que "el análisis coste-beneficio es una de las principales herramientas de la política neoliberal en la que se basa el Estado carcelario".

#### El apoyo liberal a la reforma
Los reformistas liberales creen que desde la época de los derechos civiles se ha desarrollado una forma de racismo "daltónico". Dentro de esta, las minorías raciales, en su mayoría afroamericanos de bajo nivel socioeconómico, "son sujetos a una protección desigual de las leyes, de vigilancia y segregación excesivas, y de un trabajo neo-esclavo a través del encarcelamiento, todo esto en nombre del control del crimen". Más allá de los castigos tangibles, existen "castigos invisibles" como la privación de la libertad por delitos graves, restricciones en la ocupación de un cargo público, enseñar o trabajar en cuidado infantil, la prohibición de recibir asistencia social y federal, y la ayuda financiera federal para la educación. Dado que el encarcelamiento masivo y los "castigos invisibles" que también impactan en las comunidades de color son considerados y denominados el Nuevo Jim Crow, u otra forma de control social racializado, los abolicionistas de la prisión establecen un paralelismo entre la abolición de la prisión y la abolición de la esclavitud.
El movimiento abolicionista de la prisión, normalmente considerado de extrema izquierda, considera que las prisiones son una especie de neo-esclavitud injusta y racista. El movimiento se remonta al ensayo abolicionista de Emma Goldman en 1917, Prisons: A Social Crime and Failure. Existe la creencia de que las prisiones son obsoletas, que tienen motivaciones económicas, y que es mejor sustituirlas por instituciones más humanas que se enfoquen directamente en la rehabilitación de los individuos. El movimiento abolicionista cree que las prisiones no deberían ser reformadas, sino que reemplazadas, ya que no son instituciones sociales productivas y solamente sirven para incapacitar a los individuos. Los partidarios de la abolición pueden apoyar la desinversión en el sistema penitenciario a través de planes presupuestarios estatales y federales que desvíen el dinero de las instituciones punitivas e inviertan en alternativas al encarcelamiento basadas en la comunidad. 

### La oposición a la reforma
Se cree que la oposición a la reforma de justicia penal es normalmente manifestada por conservadores que no perciben errores en el sistema de justicia penal. Estos opositores normalmente rechazan la afirmación por parte de los activistas de la reforma de que el sistema de justicia penal actúa de forma racialmente dispar, y no reconocen la Guerra contra las drogas como "el Nuevo Jim Crow". En cambio, el "racismo azul" o la discriminación en contra de las fuerzas del orden se considera existente. Se sostiene que la actuación policial no tiene en cuenta la raza de los delincuentes. Los medios de comunicación de la derecha combaten con frecuencia la noción de la disparidad racial en la actuación policial, que defienden grupos como Black Lives Matter y Campaign Zero, con la idea de que la policía reacciona ante situaciones comprometedoras de forma normal y racional.

## Organizaciones reformistas
Varias organizaciones e iniciativas sin ánimos de lucro también se enfocan en la reforma de la justicia penal, como la ACLU, Campaign Zero, Right on Crime, Innocence Project, The Sentencing Project, y el Marshall Project. Los objetivos de estas organizaciones son concientizar sobre las injusticias percibidas dentro del sistema de justicia penal y promover la acción contra ellas mediante el cambio social y político.
En 2015, un número de reformadores como la ACLU, el Center for American Progress, Families Against Mandatory Minimums, Koch family foundations, Coalition for Public Safety y MacArthur Foundation, anunciaron una resolución bipartidista para reformar el sistema de justicia penal en los Estados Unidos. Sus iniciativas fueron alabadas por el entonces Presidente Obama, quien notó que estas reformas iban a mejorar la rehabilitación y las oportunidades laborales de quienes cumplieran sus condenas.
En las últimas décadas, organizaciones de reforma dirigidas por personas con antecedentes penales y sus familiares han surgido en todo Estados Unidos. El Formerly Incarcerated, Convicted People & Families Movement, una red nacional de organizaciones dirigida por y para personas afectadas por el sistema de justicia penal y dedicada a acabar con el encarcelamiento masivo, fue fundada en 2011. Los miembros de estas organizaciones comparten la creencia de que las personas con experiencia de primera mano en el sistema de justicia penal están en una posición única para defender las alternativas al encarcelamiento y la restauración de los derechos de las personas con antecedentes penales. El papel de los líderes ex-carcelados en la defensa de una reforma transformadora de la justicia penal ha pasado a menudo desapercibido en los ámbitos académico y político, pero esta red ha contribuido a un movimiento nacional que está ganando reconocimiento institucional a nivel local, estatal y nacional.

## Iniciativas globales de reforma de la justicia penal
En 2016, se informó que Reino Unido estaba considerando reformar su propio sistema de justicia penal de forma similar a como lo había hecho Texas en los últimos años.
Existe una organización llamada United Nations Office of Drug and Crime que también aboga por la reforma de la justicia penal a nivel global. Defiende la reforma de los departamentos de policía, la reforma de la fiscalía, la reforma de la corte, la reforma de las cárceles y, sobre todo, la justicia restaurativa. 